# Tournoi News of the World de snooker
Le tournoi News of the World de snooker est un ancien tournoi de snooker professionnel sur invitation disputé à Londres au Leicester Square Hall entre 1950 et 1959. 

## Historique
Sponsorisé par le journal britannique du même nom, ce tournoi est l'un des plus réputés d'après guerre. Offrant une dotation de 1500 livres, il s'agit d'un tournoi toutes rondes voyant s'affronter tous les joueurs à tour de rôle. Joe Davis, pourtant retraité au début des années 1950, participe à la première édition. Encore considéré comme le meilleur joueur du monde, il entame ces rencontres avec 20 points de retard, ce qui ne l'empêchera pas de s'imposer. Il réalisera également le meilleur break en 1955 avec 146 points et remportera au total 3 titres.

## Palmarès
| Année                                       | Vainqueur                              | Bilan V-D                              | Deuxième                               |
| Tournoi News of the world (non classé)      | Tournoi News of the world (non classé) | Tournoi News of the world (non classé) | Tournoi News of the world (non classé) |
| ------------------------------------------- | -------------------------------------- | -------------------------------------- | -------------------------------------- |
| 1950                                        | Joe Davis                              | 6-1                                    | Sidney Smith                           |
| 1951                                        | Alec Brown                             | 7-0                                    | John Pulman                            |
| 1952                                        | Sidney Smith                           | 6-2                                    | Albert Brown                           |
| 1953                                        | Joe Davis (2)                          | 5-3                                    | Jackie Rea                             |
| 1954                                        | John Pulman                            | 7-1                                    | Joe Davis                              |
| 1955                                        | Jackie Rea                             | 8-0                                    | Joe Davis                              |
| 1956                                        | Joe Davis (3)                          | 4-1                                    | Fred Davis                             |
| 1957                                        | John Pulman (2)                        | 5-0                                    | Fred Davis                             |
| 1958                                        | Fred Davis                             | 4-1                                    | John Pulman                            |
| 1958 (2)                                    | Fred Davis (2)                         | 7-2                                    | Joe Davis                              |
| Tournoi News of the world Plus (non classé) |                                        |                                        |                                        |
| 1959                                        | Joe Davis (4)                          | 5-1                                    | Fred Davis                             |

## Bilan par pays
| Pays            | Joueurs | Total | Premier titre | Dernier titre |
| --------------- | ------- | ----- | ------------- | ------------- |
| Angleterre      | 5       | 10    | 1950          | 1959          |
| Irlande du Nord | 1       | 1     | 1955          | 1955          |